# Chlumek (Hrejkovice)
Chlumek (německy Chlumek) je osada, část obce Hrejkovice v okrese Písek v Jihočeském kraji. Nachází se asi 1,5 kilometru jihovýchodně od Hrejkovic. Chlumek leží v katastrálním území Hrejkovice o výměře 6,28 km².

## Historie
Chlumek vznikl roku 1960 jako část obce Hrejkovice v okrese Písek.

## Obyvatelstvo
| Rok            | 1869 | 1880 | 1890 | 1900 | 1910 | 1921 | 1930 | 1950 | 1961 | 1970 | 1980 | 1991 | 2001 | 2011 | 2021 |
| -------------- | ---- | ---- | ---- | ---- | ---- | ---- | ---- | ---- | ---- | ---- | ---- | ---- | ---- | ---- | ---- |
| Počet obyvatel | 0    | 0    | 46   | 43   | 32   | 0    | 40   | 0    | 48   | 43   | 30   | 21   | 27   | 35   | 34   |
| Počet domů     | 0    | 0    | 8    | 8    | 8    | 8    | 8    | 0    | 14   | 12   | 10   | 9    | 16   | 16   | 16   |

## Pamětihodnosti
- V osadě se nachází zděná zvonice z 19.–20. století.

## Galerie

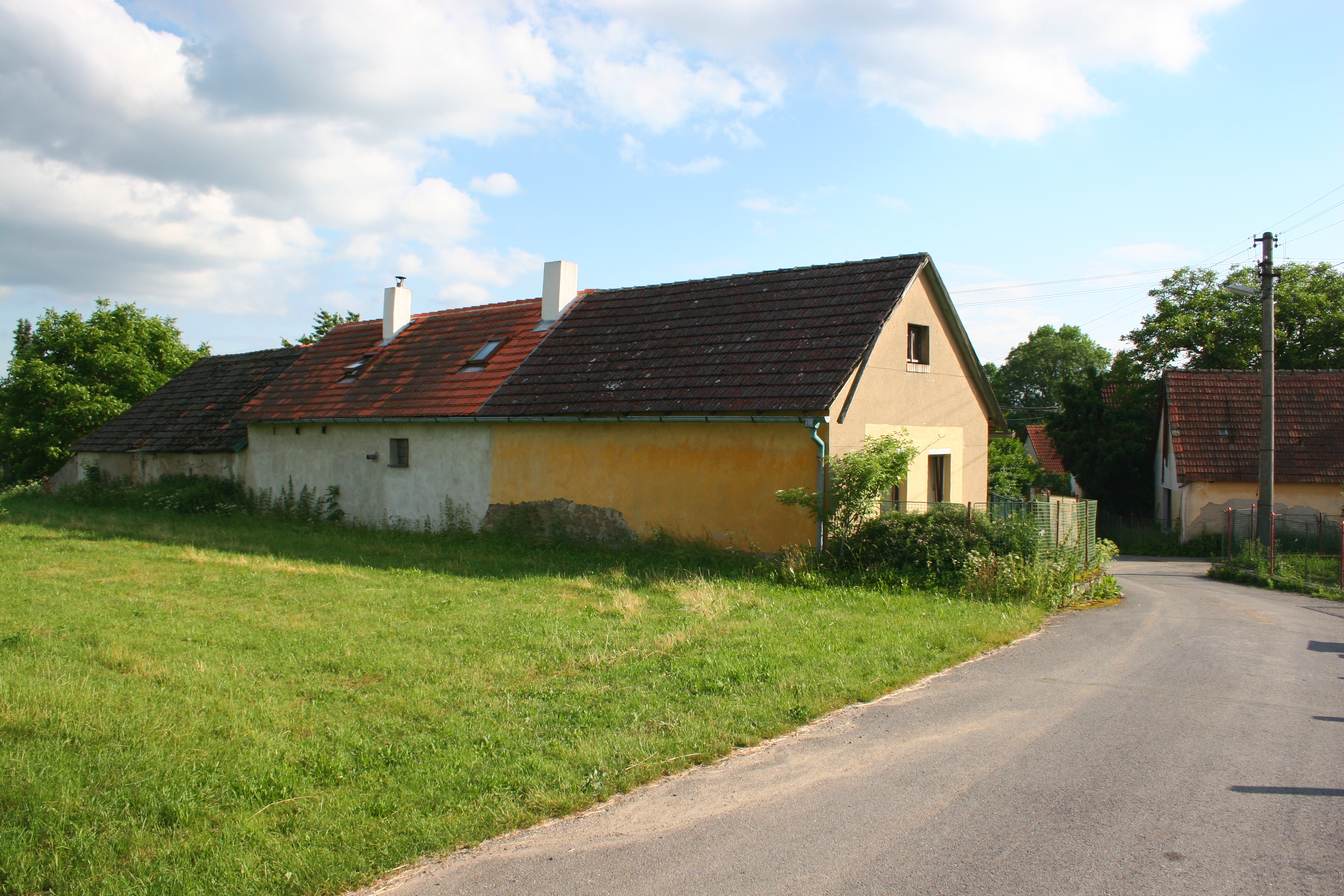
Dům u cesty
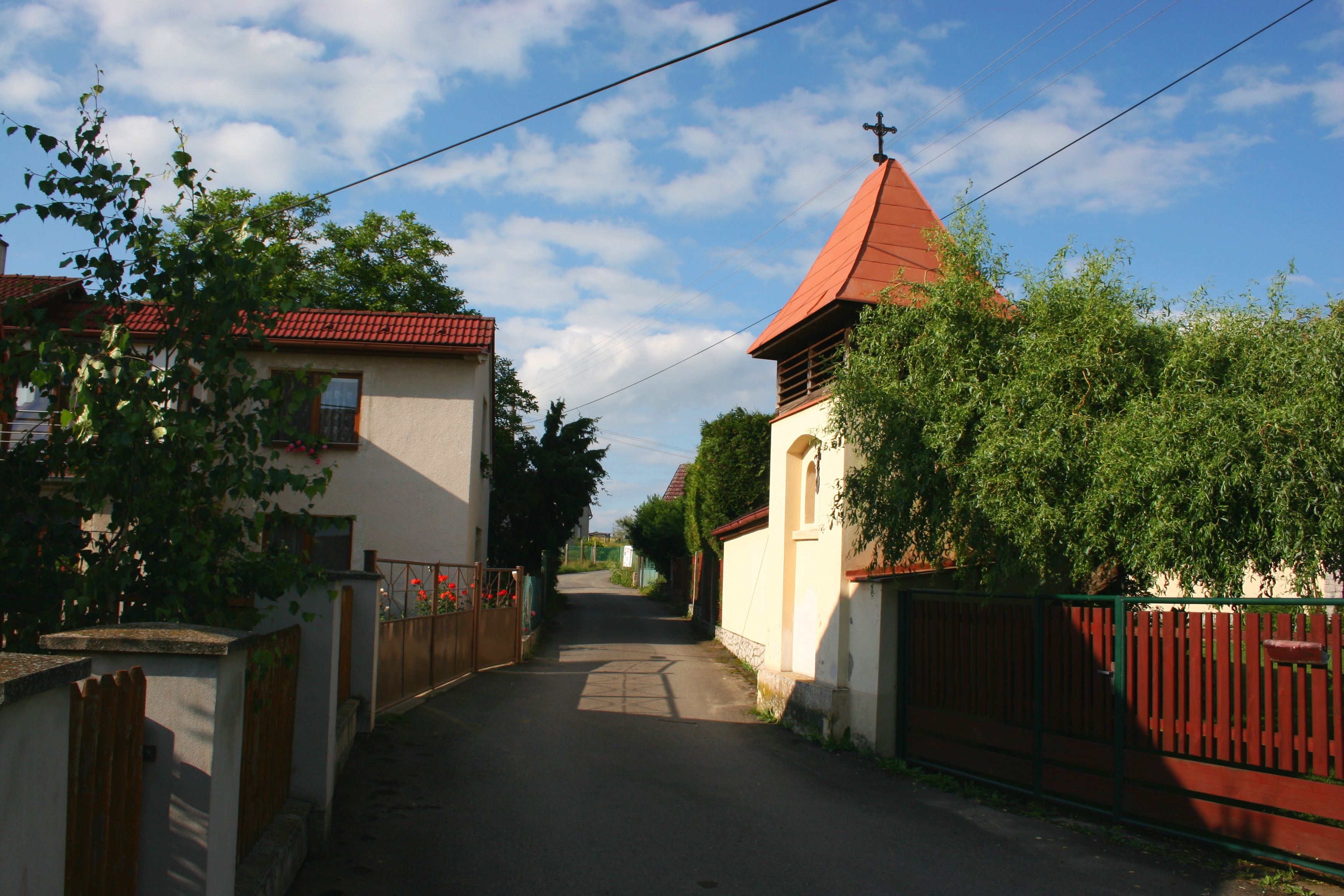
Cesta
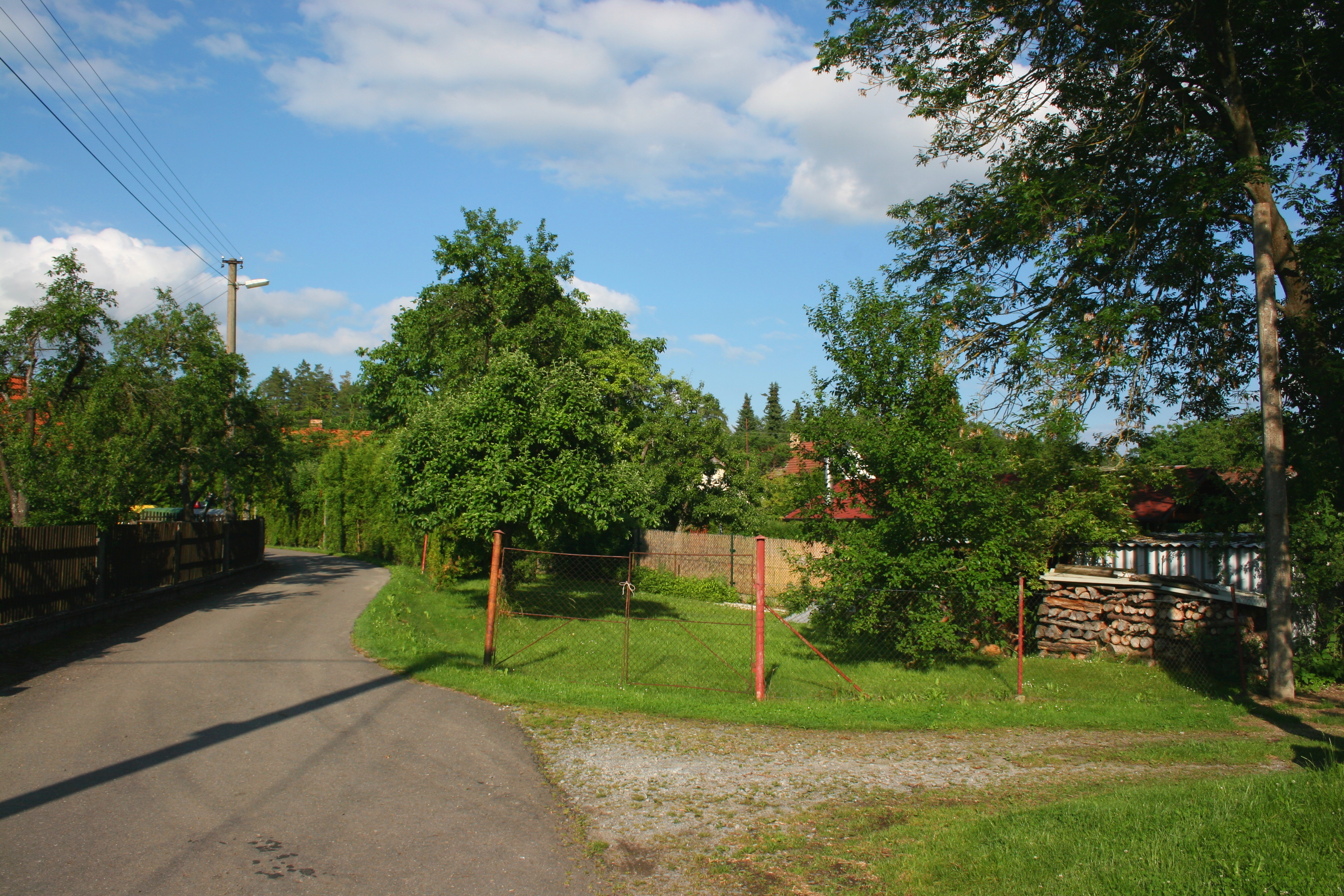
Zahrada